# Wilhelm Heinrich Waagen

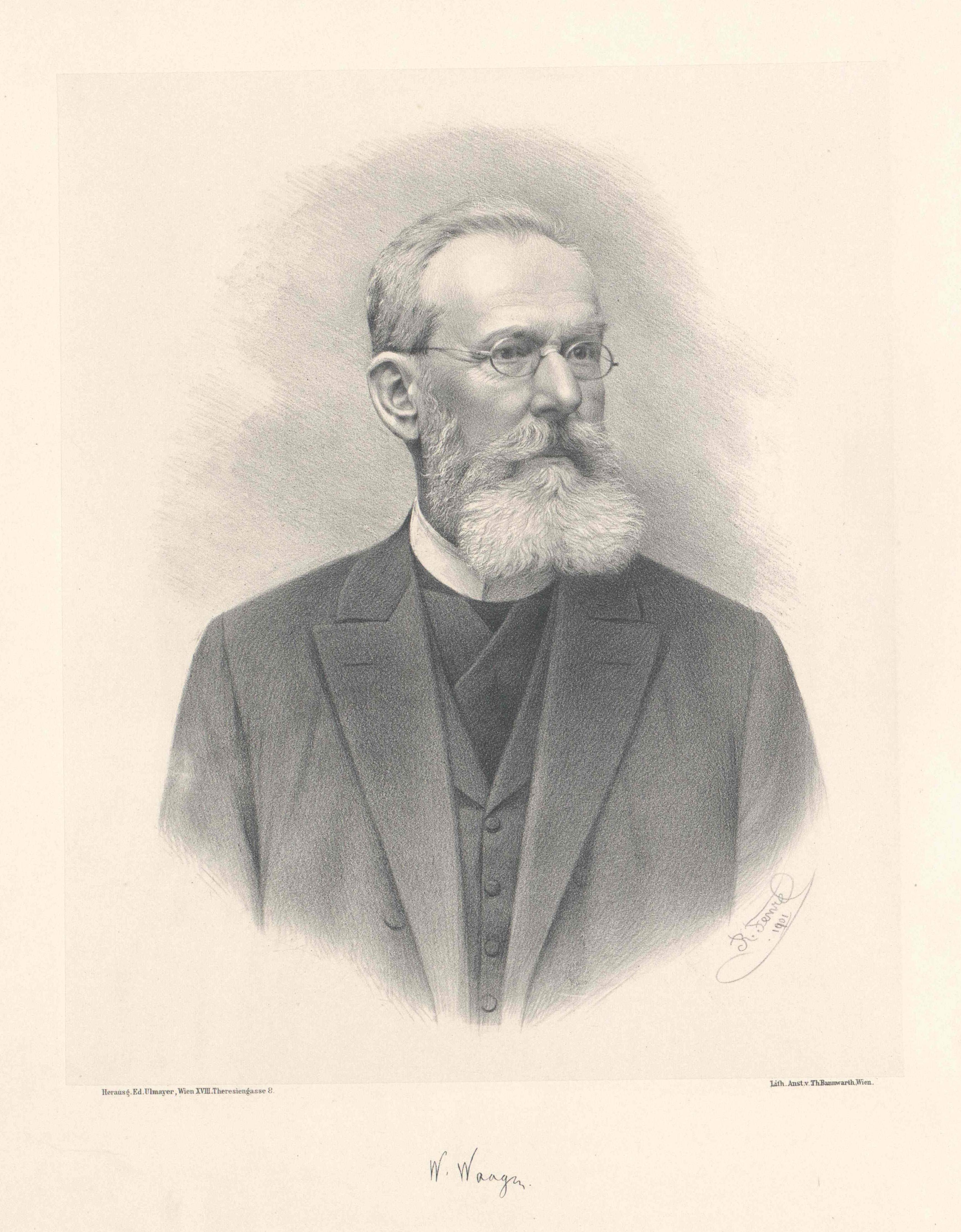
Wilhelm Heinrich Waagen

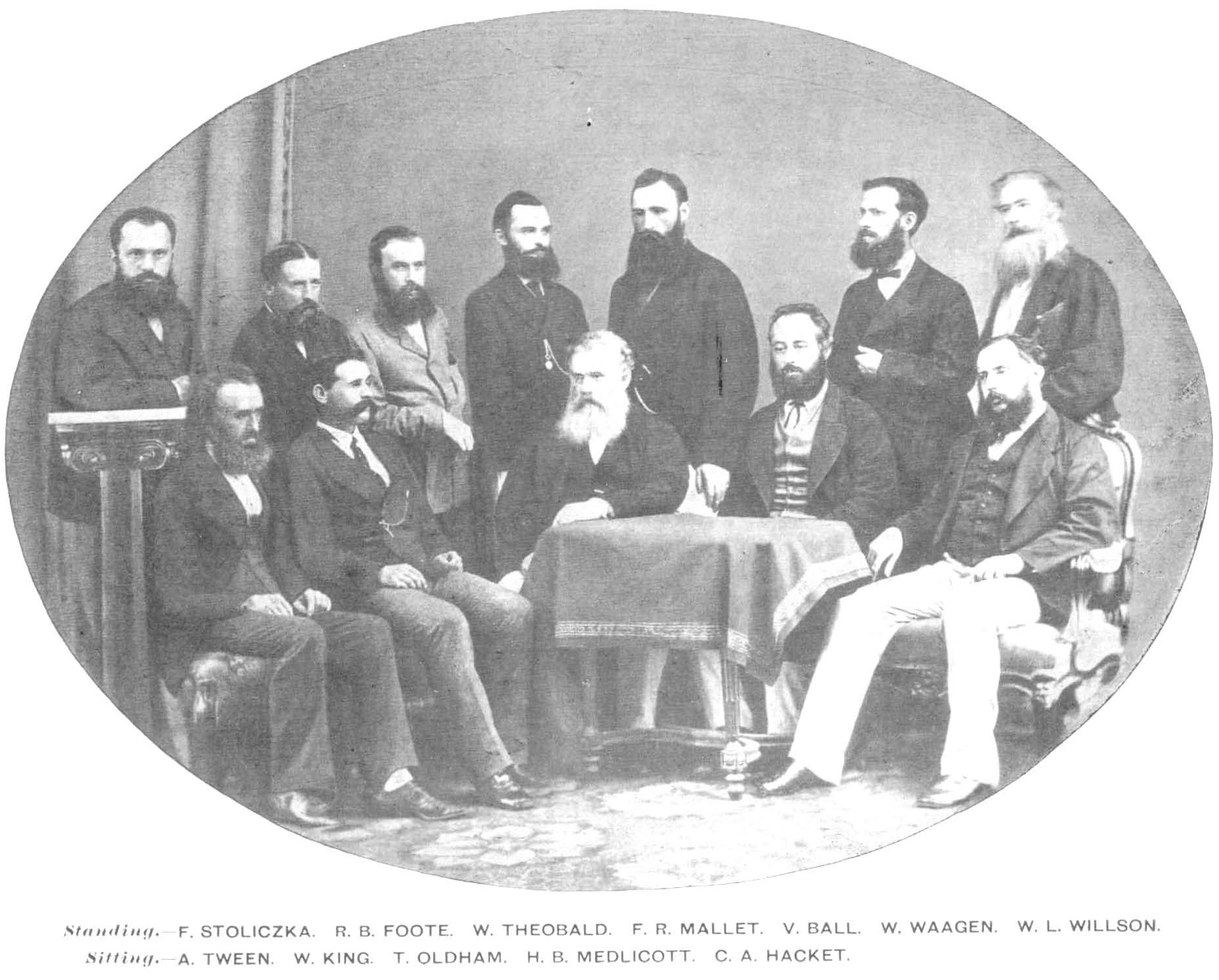
Wilhelm Heinrich Waagen (2. stehende Person von rechts) und die Mitglieder der Geological Survey of India, 1870

Wilhelm Heinrich Waagen (* 23. Juni 1841 in München; † 24. März 1900 in Wien) war ein deutscher Geologe und Paläontologe.

## Familie
Wilhelm Heinrich Waagen wurde geboren als Sohn des aus Hamburg stammenden, zum Katholizismus konvertierten Malers und Schriftstellers Carl Waagen (1800–1873) und dessen Gattin, der Sängerin Nanette Schechner (1806–1860). Der Vater Carl Waagen war der Bruder des Kunsthistorikers Gustav Friedrich Waagen (1794–1868).
Sein älterer Bruder war der geadelte bayerische Generalmajor Gustav von Waagen (1832–1906), ein weiterer Bruder der Maler Adalbert Waagen (1834–1898).
Wilhelm Heinrich Waagen heiratete 1874 die Adelige Sophie Freiin von Großschedel, Nichte des Generalmajors Christian von Großschedel und Tochter des bayerischen Offiziers, Joseph Freiherr von Großschedel sowie seiner Gattin Auguste von Weling. Letztere war das Kind des geadelten jüdischen Konvertiten Eduard von Weling (zuvor Eduard Seligmann) und die Enkelin des bayerischen Hoffaktors Aron Elias von Eichthal (zuvor Aron Elias Seligmann).
Waagen und seine Gattin hatten mehrere Kinder, wobei der Sohn Wilhelm (1875–1960) noch in Kalkutta geboren war. Er wurde als Pater Hildebrand Benediktiner in der Abtei Seckau und wirkte u. a. als Seelsorger der Gemeinde Traboch. Der in Wien geborene Sohn Lukas Waagen (1877–1959) erlangte ebenfalls Bekanntheit als Geologe.

## Leben
Waagen studierte in München und Zürich, promovierte an der Ludwig-Maximilians-Universität München und war dort ab 1866 Dozent für Paläontologie. 1864 erhielt er einen Preis für seine Arbeit Die Jura in Franken, Schwaben und der Schweiz. Ein Jahr lang unterrichtete er die Geschwister Prinz Arnulf von Bayern und Therese von Bayern in Naturgeschichte. 1870 ging Wilhelm Heinrich Waagen als Paläontologe am Geological Survey of India nach Indien. Das dortige Klima war seiner Gesundheit nicht zuträglich, weshalb er 1875 endgültig nach Europa zurückkehrte, nachdem er 1874 die Adelige Sophie von Großschedel geheiratet hatte und dadurch auch finanziell abgesichert war. Waagen unterrichtete dann als Dozent an der Universität Wien und wurde 1879 Professor am Deutschen Polytechnikum in Prag. Er veröffentlichte Monographien über die Paläontologie des Kachchh (englisch: Cutch) (1873 bis 1876), speziell die Ammoniten des Jura, und das Salzgebirge (1879 bis 1883) als Teil der Reihe Palaeontologica Indica. In Prag setzte er nach dem Tod von Joachim Barrande 1883 dessen Système Silurien de Boheme fort und schrieb mit J. Jahn den Abschnitt Crinoiden. 1890 wurde er Professor für Paläontologie an der Universität Wien. Carl Emanuel Burckhardt arbeitete als sein Assistent mit Waagen zusammen.
Er erarbeitete mit Edmund Mojsisovics von Mojsvár und Carl Diener eine auf Ammonoideen basierende Biostratigraphie der marinen Trias. Dabei widmeten sich Waagen und Diener besonders der unteren Trias.
1888 wurde er zum Mitglied der Deutschen Akademie der Naturforscher Leopoldina gewählt.
1898 erhielt er die Lyell Medal. Er war ein gläubiger Katholik und zeitlebens religiös engagiert.

## Schriften
- Ueber die Ansatzstelle der Haftmuskeln beim Nautilus und den Ammoniden. Palaeontographica, 17, 185 – 210, Tafel XXXIX – XL, Cassel 1870
- Vorläufige Mittheilung über die Ablagerungen der Trias in der Salt-range (Punjab). Jahrbuch der kaiserlich-königlichen geologischen Reichsanstalt Band XLIII, 1892, Heft 2, 377 – 386, Verlag der k. k. Geologischen Reichsanstalt, Wien 1893
- Salt Range Fossils Vol II. Fossils from the Ceratite Formation. Palaeontologia Indica, Series 13 2 (1): 1 – 323, Pl. I – XL, 1895
- mit C. Diener: I. Untere Trias (Skythische und Dinarische Serie). In: E. Mojsisovics, W. Waagen, C. Diener: Entwurf einer Gliederung der pelagischen Sedimente des Trias-Systems. Sitzungsberichte der Kaiserlichen Akademie der Wissenschaften, mathematisch-naturwissenschaftliche Klasse, 104: 1278–1296, Wien 1895